# Parafia Bł. Czesława w Górażdżach
Parafia błogosławionego Czesława w Górażdżach – parafia rzymskokatolicka, znajdująca się w diecezji opolskiej, w dekanacie Kamień Śląski.